# Storstrøms Amt
Storstrøms Amt var fra 1970 til 2006 et dansk amt. Det bestod af Sydhavsøerne (Lolland, Falster, Møn, og omkringliggende småøer) og sydlige dele af Sjælland. Storstrøms Amt blev dannet ved Kommunalreformen i 1970 ved sammenlægning af de daværende Maribo og Præstø Amter (på nær Vallø Kommune, der i stedet indgik i Roskilde Amt). Ved Strukturreformen i 2007 blev amtet nedlagt og indgik i Region Sjælland

## Kommuner
Amtet bestod af de følgende 24 primærkommuner:
| Kommune          | Hovedby          | Befolkningstal (2006) | Kommune efter 2007 |
| ---------------- | ---------------- | --------------------- | ------------------ |
| Fakse            | Faxe             | 12.474                | Faxe1              |
| Fladså           | Mogenstrup       | 7.730                 | Næstved2           |
| Holeby           | Holeby           | 3.892                 | Lolland            |
| Holmegaard       | Fensmark         | 7.643                 | Næstved2           |
| Højreby          | Søllested        | 4.020                 | Lolland            |
| Langebæk         | Langebæk         | 6.340                 | Vordingborg        |
| Maribo           | Maribo           | 11.001                | Lolland            |
| Møn              | Stege            | 11.572                | Vordingborg        |
| Nakskov          | Nakskov          | 14.745                | Lolland            |
| Nykøbing Falster | Nykøbing Falster | 25.464                | Guldborgsund       |
| Nysted           | Nysted           | 5.357                 | Guldborgsund       |
| Næstved          | Næstved          | 48.546                | Næstved2           |
| Nørre Alslev     | Nørre Alslev     | 9.618                 | Guldborgsund       |
| Præstø           | Præstø           | 7.758                 | Vordingborg        |
| Ravnsborg        | Horslunde        | 5.472                 | Lolland            |
| Rudbjerg         | Dannemare        | 3.326                 | Lolland            |
| Rødby            | Rødby            | 6.511                 | Lolland            |
| Rønnede          | Rønnede          | 7.337                 | Faxe1              |
| Sakskøbing       | Sakskøbing       | 9.296                 | Guldborgsund       |
| Stevns           | Store Heddinge   | 11.461                | Stevns3            |
| Stubbekøbing     | Stubbekøbing     | 6.794                 | Guldborgsund       |
| Suså             | Glumsø           | 8.762                 | Næstved2           |
| Sydfalster       | Væggerløse       | 6.922                 | Guldborgsund       |
| Vordingborg      | Vordingborg      | 20.740                | Vordingborg        |

### Bemærkninger
1. Faxe Kommune blev udover Fakse og Rønnede kommuner dannet af Haslev Kommune beliggende i Vestsjællands Amt.
2. Næstved Kommune (efter 2007) blev udover Fladså, Holmegaard, Næstved (1970-2006) og Suså kommuner dannet af Fuglebjerg Kommune beliggende i Vestsjællands Amt.
3. Stevns Kommune (efter 2007) blev udover Stevns Kommune (1970-2006) dannet af Vallø Kommune beliggende i Roskilde Amt.

## Administration
Amtsrådet i Storstrøms Amt bestod af 31 medlemmer, og sad på amtsgården i Nykøbing Falster. Mandatfordelingen ved de forskellige amtsrådsvalg gennem tiden:
| 2 | 15 | 2 | 6 | 4 | 2 |

| 28 |

| 3 | 15 |  | 6 | 6 |

| 25 | 6 |

| 3 | 15 |  | 6 | 5 |  |

| 21 | 10 |

| 3 | 14 |  | 8 | 4 |  |

| 18 | 13 |

| 3 | 13 |  | 8 | 4 | 2 |

| 18 | 13 |

| 3 | 12 |  | 10 | 3 | 2 |

| 23 | 8 |

## Amtsborgmestre[2]
| Amtsborgmester     | Parti             | Periode   |
| ------------------ | ----------------- | --------- |
| Søren Trolborg     | Socialdemokratiet | 1970-1984 |
| Poul Christensen   | Socialdemokratiet | 1984-1997 |
| Ivan Olsen         | Socialdemokratiet | 1998-2004 |
| Bent Normann Olsen | Socialdemokratiet | 2004-2006 |

## Statistisk kilde
Danmarks Statistik, Statistikbanken.dk